# Sabine Hartmann-Müller
Sabine Hartmann-Müller (* 4. September 1962 in Memmingen) ist eine deutsche Politikerin der CDU. Sie ist seit 2017 Mitglied im Landtag von Baden-Württemberg.

## Leben
Sabine Hartmann-Müller schloss 1987 an der Fachhochschule Reutlingen ihr Studium der Außenwirtschaft als Diplom-Betriebswirtin (FH) ab. Anschließend hatte sie verschiedene Stellen im Personal-, Finanz- und Rechnungswesen/Organisation in Ludwigsburg, Rheinfelden, Lörrach und Kaiseraugst (Schweiz) inne.
Sabine Hartmann-Müller ist verheiratet und hat zwei erwachsene Kinder. Sie ist römisch-katholischer Konfession.

## Politische Laufbahn
Seit 1993 ist Sabine Hartmann-Müller Mitglied der CDU, seit 1995 Vorsitzende des CDU-Ortsverbandes von Herten (Rheinfelden). Seit 1997 ist sie Mitglied des Vorstands der Frauen Union Rheinfelden, darunter mehrere Jahre als Vorsitzende. Seit 1997 ist sie stellvertretende Vorsitzende des CDU-Stadtverbands Rheinfelden, seit 1999 Mitglied des Gemeinderats von Rheinfelden (Baden) für die CDU. Von 2012 bis 2019 war sie Ortsvorsteherin in Herten (Rheinfelden). Von 1999 bis 2024 war sie Mitglied des Ortschaftsrats Herten. Bei der Landtagswahl in Baden-Württemberg 2006 kandidierte sie erstmals als Zweitkandidatin der CDU im Landtagswahlkreis Waldshut. 
Bei der Landtagswahl 2016 kandidierte sie als Zweitkandidatin von Felix Schreiner im Wahlkreis Waldshut. Nach dessen Ausscheiden rückte sie am 25. Oktober 2017 für ihn in den Landtag nach. Bei der Landtagswahl 2021 konnte sie das seit Jahrzehnten von der CDU gehaltene Erstmandat im Wahlkreis Waldshut nicht gegen den Kandidaten der Grünen, Niklas Nüssle, verteidigen. Sie erreichte jedoch ein Zweitmandat und zog damit erneut in den Landtag ein.
Sie ist Mitglied des Landtagspräsidiums, des Verkehrsausschusses und des Ausschusses für Europa und Internationales. Außerdem ist sie Vorsitzende des Arbeitskreises Europa und Internationales der CDU-Landtagsfraktion. Von 2018 bis 2021 war sie pflegepolitische Sprecherin der CDU-Landtagsfraktion. Seit 2021 ist sie europapolitische Sprecherin der CDU-Landtagsfraktion.
Bei der parteiinternen Nominierung zur Landtagswahl 2026 verfehlte Hartmann-Müller eine erneute Kandidatur.
Sie ist Vorstandsmitglied des Oberrheinrats und war von 2017 bis 2012 Mitglied der Internationalen Parlamentarischen Bodensee-Konferenz.